# Taurano
Taurano è un comune italiano di 1 435 abitanti della provincia di Avellino in Campania.

## Geografia fisica

### Territorio
Centro collinare posto al limite della Piana Campana, in corrispondenza dei primi rilievi pre-appenninici, incastonato su una prominenza del costone del monte Pietra Maula, affacciato quindi su un belvedere che domina un territorio che si spinge fino alle porte di Napoli, in un ambiente caratterizzato dalla presenza di querceti, uliveti e noccioleti. Il territorio è caratterizzato dalla presenza di numerose (anche se di piccola portata e alquanto superficiali) sorgenti oligominerali. Il centro urbano, non molto grande, presenta delle caratteristiche architettonico-ambientali segnate dai tratti rigorosi, semplici e severi, con edifici, di altezza quasi mai superiori ai tre livelli, a formare un continuum, quasi senza soluzione, e molto ben amalgamato con il verde che gli fa da cornice tutto intorno.
Il territorio comunale si estende su di un'altitudine compresa tra i 225 e 948 m s.l.m., il centro abitato tra i 250 ed i 320 m s.l.m.
Il territorio non urbanizzato è così costituito:
- noccioleto (65%)
- bosco ceduo (24%)
- macchia (5%)
- oliveto (2%)
- vigneto (0.5%)

## Storia
Taurano - la cui origine etimologica sarebbe da ricercare nel gentilizio Taurius o nel cognome Taurus - è un antico oppidum sannita, distrutto da Silla nel corso della guerra sociale. Nel territorio di Taurano, a monte dell'attuale abitato sono stati rinvenuti reperti dell'età del bronzo. In epoca romana diviene luogo di villeggiatura, di questo periodo sono due ville venute alla luce solo parzialmente, una in località Torre e l'altra in San Giovanni del Palco. Il territorio montano, a nord dell'abitato, durante le incursioni barbariche è stato rifugio per le popolazioni dell'intera vallata, nell'ultimo anno sono state rinvenute, durante gli scavi per la costruzione di un metanodotto, proprio in montagna, due ville rurali di epoca tardo-romana. Nel medioevo è parte del feudo di Lauro. Taurano, così come l'intera Valle di Lauro, è aggregato alla provincia di Terra del Lavoro nell'ambito della divisione amministrativa operata dal Murat. Nel secolo scorso ha offerto ospitalità a cospiratori anti-borbonici, frate Angelo Peluso, ed a briganti, fra Diavolo. Durante i moti del 1820-21, gli ufficiali Morelli e Silvati, nel raggiungere il generale Guglielmo Pepe, attraversarono il territorio montano di Taurano. A partire dal periodo post-unitario Taurano, divenuto comune autonomo salvo una breve interruzione, è parte della provincia di Avellino.

## Monumenti e luoghi d'interesse
Notevoli le emergenze di natura storica, architettonica e ambientale. Tra esse si segnalano:
- Chiesa del Rosario (fine XVI secolo e succ.), di notevole interesse sono le tele delle cappelle laterali, una per certo opera del Mozzillo, la tela del soffitto e lo stesso soffitto ligneo, opera di P. vecchione.
- Abbazia di Sant'Angelo (1087), appartenuta ai benedettini, posizionata su uno sperone di nuda roccia calcarea a strapiombo sull'abitato di Lauro, interessantissimo il portale in tufo grigio caratterizzato dalla presenza di maschere e rosoni (di cui alcuni asportati da ignoti).
- Convento di San Giovanni del Palco (1396), appartenente ai frati francescani, sorto sulle rovine di una villa romana. Conserva un notevole altare ligneo proveniente dal convento di S. Croce di Palazzo in Napoli, soppresso dai Borbone per edificare l'attuale Piazza del Plebiscito, delle opere di Sebastiano Conca ed affreschi del XV secolo. Ragguardevole la documentazione libraria della biblioteca tra cui si annoverano cinquecentine e antifonari. In questo convento si è formato Frate Ludovico da Casoria, salito agli onori degli altari poco tempo addietro.
- Chiesa dell'Assunta (fine XVI secolo e succ.), interessanti il coro ligneo, la statua, anch'essa in legno, dell'Assunta. Notevole è anche il soffitto in tela dipinta, opera di M. Ricciardi, il tetto con capriate lignee è stato sostituito in fase di ristrutturazione da un'anonima struttura con capriate metalliche.
- Palazzo civico, opera di Francesco Venezia, ultimato quest'anno, è la sede del civico consesso.
- Piazza Freconia, è il cuore, non solo topografico, del paese. Vi si può assaporare il modus vivendi, nel tempo libero, dei tauranesi. Su di essa prospettano la chiesa del Rosario e il vecchio municipio. L'insieme, così raccolto crea uno spazio di intimità, quasi un soggiorno all'aperto, dove è piacevole soffermarsi. Nell'intorno, come accennato in precedenza, attraverso i caratteristici supportici, è possibile inoltrarsi nel dedalo di strettissimi vicoli che costituisce il centro storico del paese che per forme ed odori rimanda ad altre epoche.
- Villa romana di San Giovanni del Palco, imponente edificio su tre livelli (1330 m2), prossima al trecentesco convento, a ridosso del confine tra i comuni di Lauro e Taurano. Ben conservati il frigidarium, il laconicum, il calidarium. Di particolare interesse il ninfeo di età tiberina con decorazioni a mosaico con tessere in pasta vitrea e calcare.

## Società

### Evoluzione demografica
Abitanti censiti

### Tradizioni e folclore
Incontri Internazionali del Folclore: rassegna internazionale di gruppi folcloristici (prima decade di agosto), con gruppi provenienti, nelle passate edizioni, da Kenya, Argentina, Daghestan, Irlanda, Spagna, Polonia, Bulgaria.

## Economia

### Agricoltura
Essa è costituita essenzialmente da nocciole. Taurano ha infatti una notevole produzione media annua, stimata intorno a 1.000 tonnellate, un dato che incide per circa il 4% sulla produzione provinciale. I cultivar più diffusi sono: mortarelle (a frutto lungo) e camponiche (a frutto tondo). Nel territorio comunale è presente una piccola percentuale di castagni, che seppure più redditizie non vengono trattate poiché la cura di questo tipo di pianta richiede molto tempo ed esperienza.

### Artigianato
La tradizione artigianale, un tempo vivissima, va affievolendosi sempre più. Ciò nonostante, non mancano attuali esempi pregevoli di tali tradizioni. Di ottima fattura sono i ricami, gli elementi in ferro battuto ed in legno intarsiato. Tra l'altro Taurano è stata patria di alcuni scultori-intagliatori molto attivi nell'area. Tra essi citiamo Giovan Battista Ferraro (XVI secolo), allievo del Merliano; Antonio Ferraro (XVIII secolo), allievo del Bonavita; Ferruccio Fedeli (1882 - 1961).

### Turismo

#### Escursionismo
Tra gli itinerari possibili sono consigliabili alcuni percorsi montani, ripercorrendo, almeno parzialmente, i sentieri delle moltitudini che si recavano in pellegrinaggio a Montevergine:
- Madonna dell'Arco, da cui si gode una splendida vista della Pianura Campana, sino al colle di San Martino a Napoli e, in assenza di foschia, al mare.
- Freconia, dove sono visibili, in una grotta, dei graffiti riconducibili ad un insediamento cristiano. Freconia, si dice, sia stata la prima area di insediamento nel nostro comprensorio, infatti sono stati riscontrati, in quest'area e nelle sue adiacenze, reperti di civiltà protostorica (epoca del bronzo).
- Pizzone, percorso a partire dalle pendici di Taurano e tappa finale nel comune di Moschiano, suggestiva vetta preappennina, notevole dal punto di vista ambientale anche per la presenza di verdeggianti faggete.

## Amministrazione

### Altre informazioni amministrative
Il comune fa parte della Comunità montana Partenio - Vallo di Lauro e dell'Unione dei comuni Antico Clanis.

## Galleria d'immagini

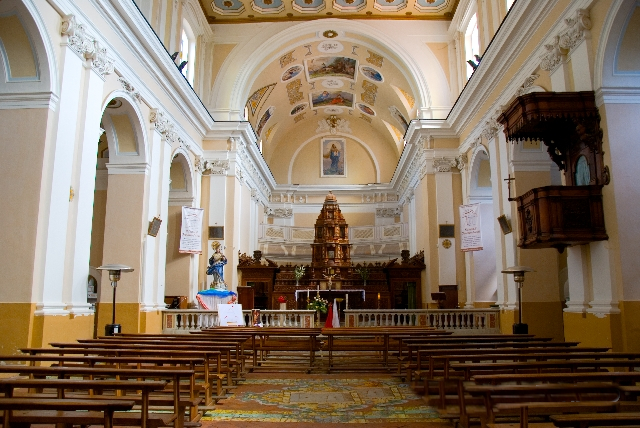
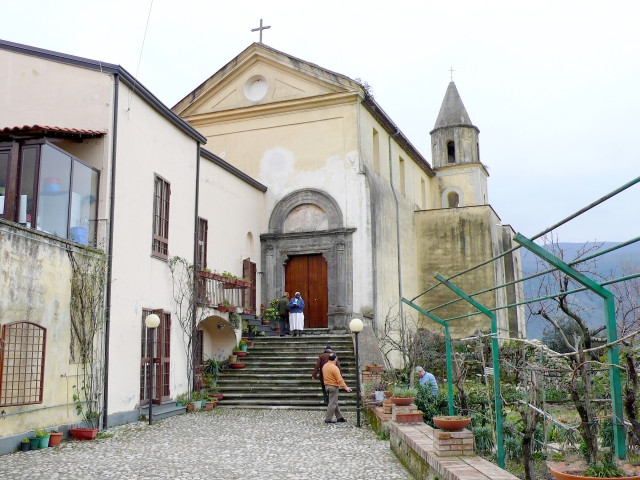
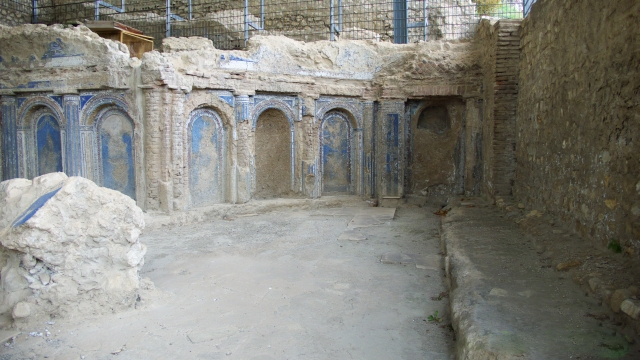
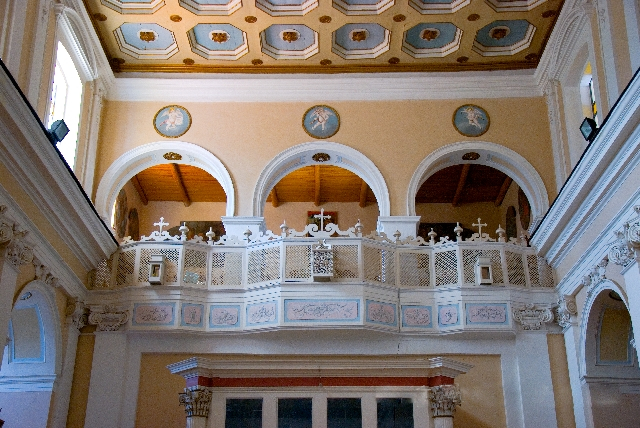
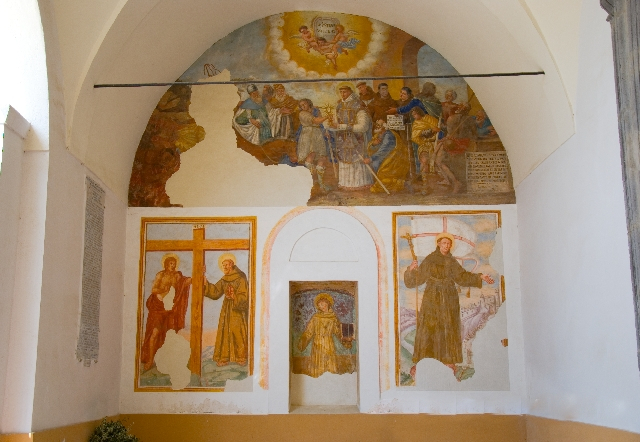